# Brzina zanošenja
Brzina zanošenja ili driftna brzina (oznaka vd) je srednja brzina koju pozitivno električki nabijena čestica u električnome polju postiže u pravcu električnoga polja. Može se izraziti kao umnožak električne pokretljivosti µ slobodnih električki nabijenih čestica i jakosti električnoga polja E, dakle: 
{\displaystyle v_{d}=\mu \cdot E}
Znatno je manja od stvarne brzine neuređenoga gibanja čestica u električnome polju jer se čestice sudaraju s preprekama i odbijaju u svim smjerovima s podjednakom vjerojatnošću, ali malu prednost ima smjer (ili smjer suprotan smjeru) električnoga polja: na primjer srednja kvadratna brzina nasumičnoga gibanja elektrona u metalu na sobnoj temperaturi je oko 1 000 000 m/s, a brzina zanošenja je približno 0,000 1 m/s.

## Primjer
Električna struja se najčešće giba u bakrenoj žici. Bakar ima gustoću od 8 960 kg/m3 i atomsku masu 63,546 g/mol, tako da ima 140 685,5 mol/m3. U jednom molu bilo kojeg kemijskog elementa nalazi se 6,02 × 1023 atoma (Avogadrov broj). Stoga u 1 m3 bakra ima oko 8,5 × 1028 atoma (6,02 × 1023 × 140685,5 mol/m3). Bakar ima jedan slobodni elektron po atomu, tako da je n jednak 8,5 × 1028 elektrona po kubičnom metru.
Pretpostavimo jakost električne struje od I = 1 A i žicu promjera 2 mm (polumjer = 0,001 m). Ta žica ima površinu presjeka 3,14 × 10−6 m2 (A = π × 0,0012 m2). Električni naboj jednog elektrona je q = 1,6 × 10−19 C. Stoga se brzina zanošenja može izračunati kao:
{\displaystyle {\begin{aligned}v_{d}&={I \over n\cdot A\cdot q}\\v_{d}&={\frac {1{\text{C}}/{\text{s}}}{\left(8,5\times 10^{28}{\text{m}}^{-3}\right)\left(3,14\times 10^{-6}{\text{m}}^{2}\right)\left(1,6\times 10^{-19}{\text{C}}\right)}}\\v_{d}&=2,3\times 10^{-5}{\text{m}}/{\text{s}}\end{aligned}}}
Dakle, u toj žici elektroni se kreću brzinom od 0,000 023 m/s (23 μm/s). Pri izmjeničnoj struji od 60 Hz to znači da u pola ciklusa elektroni pređu manje od 0,000 002 m (0,2 μm). Drugim riječima, elektroni koji se gibaju preko dodirne (kontaktne) točke u prekidaču nikada neće napustiti prekidač.
Za usporedbu, brzina strujanja Fermijevih elektrona (koja se kod sobne temperature može smatrati njihovom približnom brzinom u odsutnosti električne struje) je oko 1 570 km/s.